# Akashi

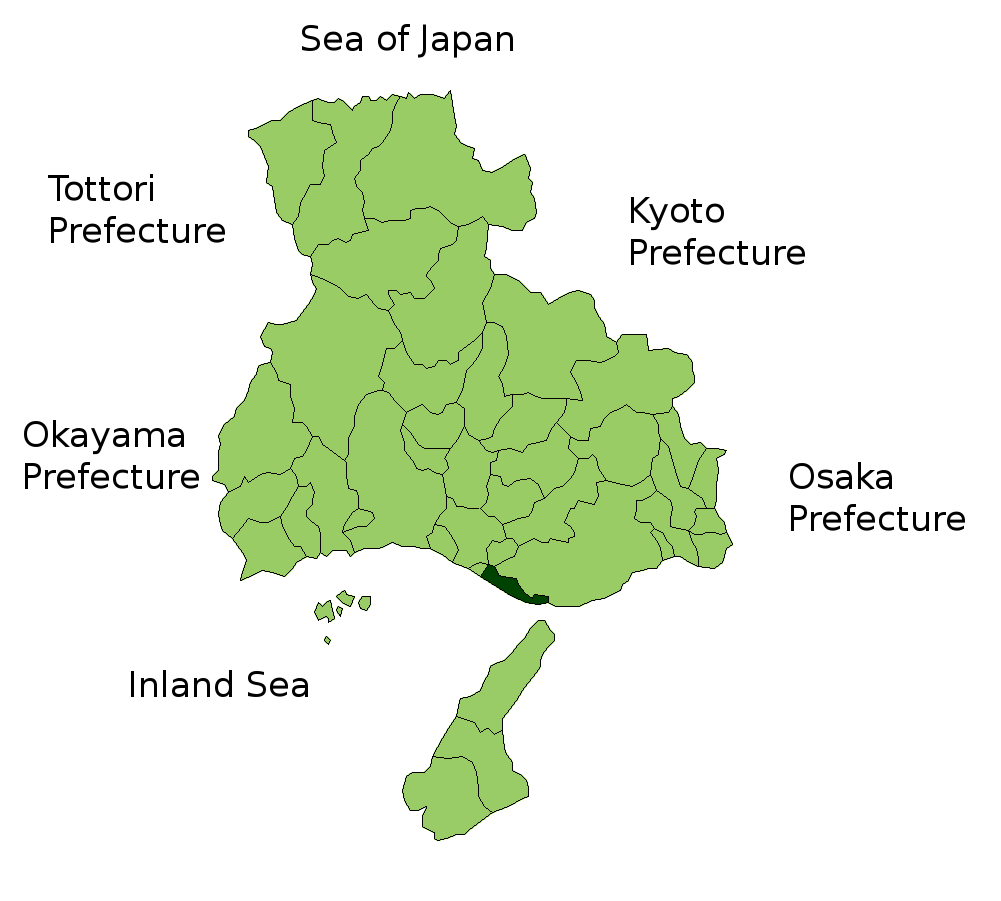

Akashi (明石市 Akashi-shi?) este un municipiu din Japonia, prefectura Hyōgo.

## Legături externe
1. ↑  平成30年全国都道府県市区町村別面積調 28 兵庫県 (PDF) (în japoneză), Geospatial Information Authority of Japan[*], arhivat din original (PDF) la 18 martie 2019
2. ↑  あかしってどんなまち？／明石市 (în japoneză), arhivat din original la 7 aprilie 2019, accesat în 6 aprilie 2019